# Turpin z Reims
Turpin z Reims (zm. 794 lub 800) – biskup Reims od około 748 do 794 lub 800 roku. 
Przez wiele lat uważany za autora Historia Karoli Magni et Rotholandi (Historia życia Karola Wielkiego i Rolanda).